# جک فیسک
جک فیسک (انگلیسی: Jack Fisk؛ زادهٔ ۱۹ دسامبر ۱۹۴۵) مدیر صحنه، کارگردان هنری و کارگردان اهل ایالات متحده آمریکا است.

## حرفه
فیسک در فیلم کری کارگردان هنری بود. در این فیلم همسرش سیسی اسپیسک نقش اصلی فیلم را بازی می‌کرد. وی به طور مکرر با کارکردانانی مانند ترنس مالیک و دیوید لینچ (از کودکی وی را می‌شناخته) همکاری می‌کند. وی در تمامی شش فیلم بلند ترنس مالیک و نیز دو فیلم داستان استریت و جاده مالهالند از دیوید لینچ مدیر صحنه و کارگردان هنری بوده است. وی برای فیلم خون به پا خواهد شد به کارگردانی پل توماس اندرسن نامزد جایزه اسکار بهترین مدیر صحنه شد.
فیسک در فیلم کله‌پاک‌کن نقش مرد روی سیاره را داشت و دست‌اندرکاران فیلم از وی و سیسی اسپیسک «تشکر ویژه» می‌کنند.

## زندگی شخصی
فیسک در حین کار بر روی فیلم زمین‌های لم‌یزرع به کارگردانی ترنس مالیک با سیسی اسپسک آشنا شد. آن‌ها در تاریخ ۲ آوریل ۱۹۷۴ با یکدیگر ازدواج کردند و اکنون صاحب دو فرزند به نام‌های اسکایلر فیسک (متولد ۱۹۸۲) که بازیگر است و مادیسون فیسک (متولد ۱۹۸۸) هستند.

## فیلم‌شناسی
| سال  | عنوان              | نقش           | کارگردان        |
| ---- | ------------------ | ------------- | --------------- |
| ۱۹۷۳ | زمین‌های لم‌یزرع     | کارگردان هنری | ترنس مالیک      |
| ۱۹۷۴ | شبح بهشت           | مدیر صحنه     | برایان دی پالما |
| ۱۹۷۶ | کری                | کارگردان هنری | برایان دی پالما |
| ۱۹۷۷ | کله‌پاک‌کن           | بازیگر        | دیوید لینچ      |
| ۱۹۷۸ | روزهای بهشت        | کارگردان هنری | ترنس مالیک      |
| ۱۹۷۸ | فیلم فیلم          | مدیر صحنه     | استنلی دانن     |
| ۱۹۸۱ | مرد ژنده           | کارگردان      | جک فیسک         |
| ۱۹۸۶ | بنفشه‌ها آبی هستند  | کارگردان      | جک فیسک         |
| ۱۹۹۱ | رای نهایی          | کارگردان      | جک فیسک         |
| ۱۹۹۹ | داستان استریت      | مدیر صحنه     | دیوید لینچ      |
| ۲۰۰۱ | جاده مالهالند      | مدیر صحنه     | دیوید لینچ      |
| ۲۰۰۵ | بر جدید            | مدیر صحنه     | ترنس مالیک      |
| ۲۰۰۷ | تهاجم              | مدیر صحنه     | الیور هرشبیگل   |
| ۲۰۰۷ | خون به پا خواهد شد | مدیر صحنه     | پل توماس اندرسن |
| ۲۰۱۱ | آب برای فیل‌ها      | مدیر صحنه     | فرانسیس لارنس   |
| ۲۰۱۱ | درخت زندگی         | مدیر صحنه     | ترنس مالیک      |
| ۲۰۱۲ | استاد              | مدیر صحنه     | پل توماس اندرسن |
| ۲۰۱۲ | به سوی شگفتی       | مدیر صحنه     | ترنس مالیک      |
| ۲۰۱۳ | شوالیه جام‌ها       | مدیر صحنه     | ترنس مالیک      |